# Дикерсон, Крис
Крис Дикерсон (англ. Chris Dickerson; 25 августа 1939 года, Монтгомери, Алабама, США — 23 декабря 2021) — американский бодибилдер и актёр,  обладатель титула «Мистер Олимпия» (1982)

## Биография

### Ранние годы
Первые занятия Крис начал в 1963 году, после окончания колледжа в Нью-Йорке. Его первым наставником был знаменитый культурист Билл Перл. Дикерсон с первых месяцев тренировок отличался эстетическим телосложением и именно Билл Перл разглядел в нём большой потенциал и стал готовить Криса к соревнованиям по бодибилдингу.

### Спортивная карьера
Впервые Крис выступил в 1965 году на конкурсе Мистер Лонг Бич, там он занял третье место. Через 17 лет упорного труда в 1982 году ему покорился главный титул — Мистер Олимпия. Дикерсон славится спортивным долголетием (30 лет соревновательной карьеры) и тем, что он стал старейшим  победителем конкурса Мистер Олимпия (в 43 года). В 2000 году Крис официально был принят в Зал славы Международной федерации бодибилдинга (IFBB).

### Смерть
Крис Дикерсон умер 23 декабря 2021 года от пневмонии. За год до смерти он перенёс перелом шейки бедра, сердечный приступ и COVID-19.

## История выступлений
- Соревнование	Место
- Мастерс Олимпия 1994	4
- Арнольд Классик 1990	8
- Мистер Олимпия 1984	11
- Мистер Олимпия 1982	1
- Ночь чемпионов 1981	1
- Гран При Вашингтон 1981	1
- Гран При Калифорния 1981	1
- Гран При Кубок Мира 1981	2
- Гран При Луизиана 1981	1
- Гран При Новая Англия 1981	2
- Мистер Олимпия 1981	2
- Ночь чемпионов 1980	1
- Гран При Калифорния 1980	1
- Гран При Канада 1980	1
- Гран При Луизиана 1980	2
- Гран При Майами 1980	1
- Гран При Пенсильвания 1980	2
- Мистер Олимпия 1980	2
- Питсбург Про 1980	2
- Гран При Ванкувер 1979	2
- Гран При Канада 1979	1
- Канада Даймонд Про 1979	2
- Мистер Олимпия 1979	4 в категории -200 lb (до 90,7 кг)

## Личная жизнь
В последние годы жизни Криса прошли во Флориде, где он по-прежнему тренировался и проводил семинары.